# Cuyahoga River

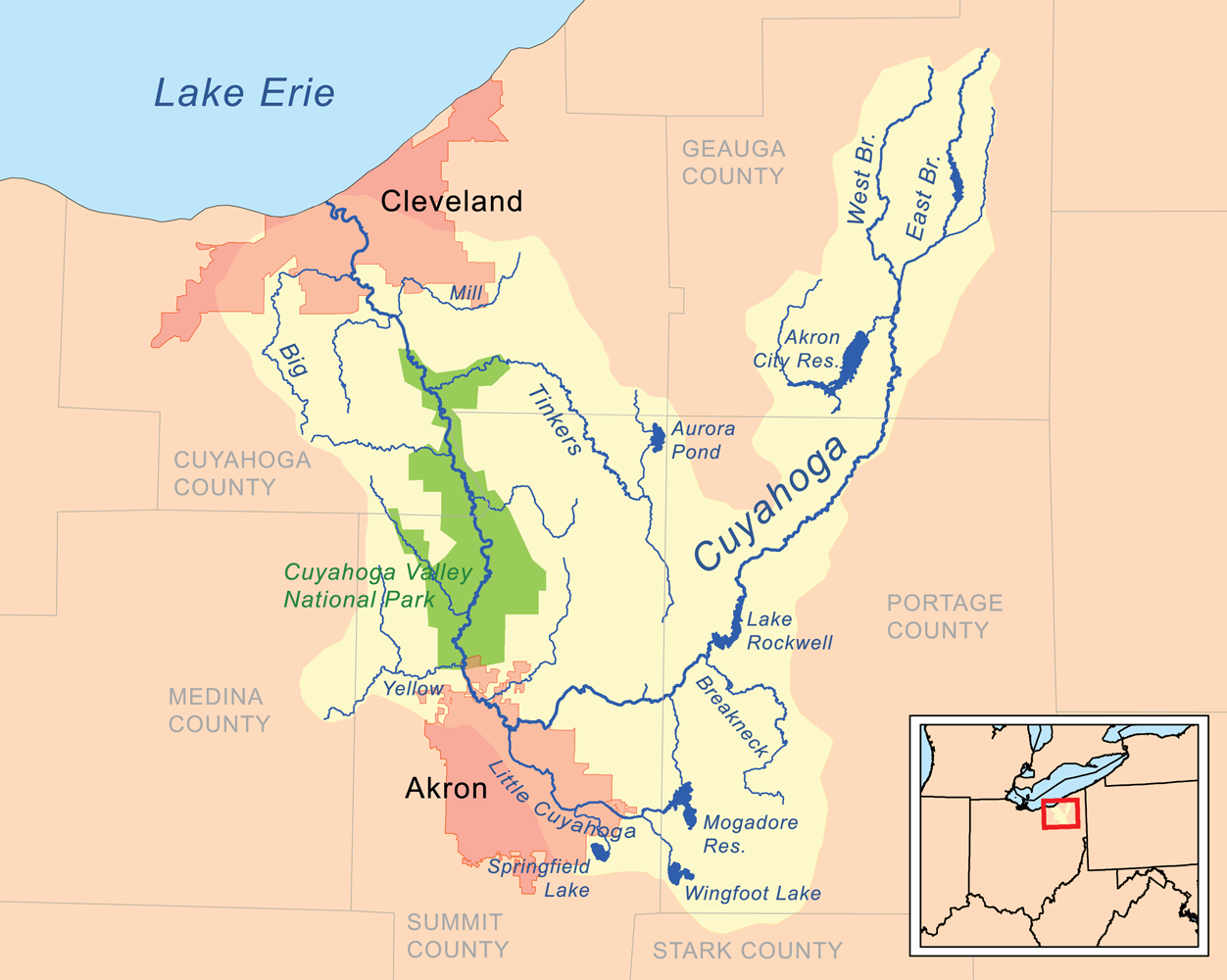
Karta över Cuyahoga River.

Cuyahoga River är ett ca 160 km långt vattendrag som flyter genom Cleveland i Ohio, USA, till Ontariosjön. Ån blev känd på 1960-talet när föroreningar som flöt på ytan vid flera tillfällen fattade eld. Cuyahoga River är idag en av flera "American Heritage Rivers", en sorts grupp av nationalfloder som utsetts av den amerikanska miljömyndigheten United States Environmental Protection Agency.